# Аеропорт зі службового входу
«Аеропорт зі службового входу» (рос. «Аэропорт со служебного входа») — радянський художній фільм, поставлений на кіностудії «Мосфільм» у 1986 році режисером Борисом Яшиним.

## Сюжет
На великий аеропорт обрушується снігопад, викликаючи затримку багатьох рейсів і сильні незручності для тисяч пасажирів. Змінному начальнику аеропорту доводиться фактично здійснити трудовий подвиг, організовуючи роботу всіх служб аеропорту для якнайшвидшого вирішення ситуації. У цій ситуації стають особливо помітними недоліки в організації роботи і яскраво проявляються характери співробітників.

## У ролях
- Петро Щербаков — Василь Васильович Тужин, начальник зміни
- Дальвін Щербаков — Віктор Степанович Мягков
- Георгій Юматов — Олексій Миколайович, командир загону
- Олена Охлупіна — Таня
- Сергій Чекан — Кобзаренко, зять Мягкова, керівник аеродромної служби
- Лариса Борушко — знайома Мягкова
- Віктор Філіппов — Бабкін, бригадир автоліфтового господарства
- Анатолій Салімоненко — керівник польотів
- Світлана Рябова — Єгорова, інформатор «Теледовідки»
- Тетяна Агафонова — стюардеса
- Ірина Богданова — стюардеса
- Юрій Бєляєв — пасажир з дитиною, що повинен летіти до хворої дружині
- Володимир Дронов — юний пасажир
- Віра Бурлакова — працівниця служби харчування
- Олександр Голубєв — епізод
- Ірина Горохова — стюардеса
- Софія Горшкова — пасажирка з дітьми
- Геннадій Донягін — начальник пасажирської служби
- Володимир Дьячков — Сухов
- Олександр Жарков — пасажир
- Майя Егліте — пасажирка з Прибалтики
- Костянтин Захаров — фізик із Запоріжжя, пасажир
- Тамара Котікова — Тамара Володимирівна
- Муза Крепкогорська — начальник служби харчування
- Валентин Пєчніков — літній водій, службової машини
- Олександр Лебедєв — водій грейдера
- Юрій Міхеєнков — начальник зміни, що прийняв зміну у Тужина
- Наталія Острикова — реєстратор
- Валерій Полєтаєв — епізод
- Сергій Реусенко — Груднєв, начальник служби рулювання
- Олексій Романов — епізод
- Федір Смирнов — епізод
- Ірина Токарчук — інформатор довідкової служби
- Ілля Тюрін — хлопчик біля «Теледовідки»
- Рано Хамраєва — Аббасова, пасажирка
- Геннадій Морозов — епізод

## Знімальна група
- Режисер — Борис Яшин
- Сценарист — Олександр Лапшин
- Оператор — Роман Веселер
- Композитор — Владислав Казенін
- Художник — Микола Маркін